# Albizia aylmeri
Albizia aylmeri är en ärtväxtart som beskrevs av John Hutchinson. Albizia aylmeri ingår i släktet Albizia och familjen ärtväxter. Inga underarter finns listade i Catalogue of Life.